# Czerwona winnica
Czerwona winnica (niderl. De rode wijngaard) – obraz olejny Vincenta van Gogha namalowany w początkach listopada 1888 r.

## Historia
Obraz został po raz pierwszy wystawiony na dorocznej wystawie belgijskiej grupy artystycznej Les XX w Brukseli w 1890 r. i sprzedany za cenę 400 franków (obecnie około 1000 dolarów) malarce Annie Boch, jednej z założycieli grupy Les XX. Anna Boch była starszą siostrą malarza Eugène Bocha, przyjaciela van Gogha.
Sprzedaż Czerwonej winnicy jest jedynym udokumentowanym przypadkiem sprzedaży dzieła Vincenta van Gogha za jego życia.
W późniejszym czasie, podobnie jak Taras kawiarni w nocy, dzieło pozyskane zostało do zbiorów znanego rosyjskiego kolekcjonera Siergieja Szuszkina, a następnie znacjonalizowane przez bolszewików i ostatecznie przekazane do Muzeum Puszkina w Moskwie, gdzie znajduje się obecnie.